# آنتونیو سیاهپوست
آنتونیو سیاهپوست (انگلیسی: Antonio Negro؛ زادهٔ ۱۰ مهٔ ۱۹۹۸) بازیکن فوتبال است.
وی همچنین در تیم ملی فوتبال زیر ۱۶ سال ایتالیا بازی کرده‌است.